# 廖仲恺、何香凝墓
廖仲恺、何香凝墓，位于南京紫金山上，原为廖仲恺墓，何香凝逝世后与廖仲恺合墓。

## 历史
1935年9月1日，南京国民政府举行国葬，将廖仲恺灵柩移葬于紫金山上。1972年9月1日，何香凝逝世，依其“生同寝，死同穴”的遗愿，与廖仲恺合墓。墓前石碑上镌刻其子廖承志书写的碑文“廖仲恺何香凝之墓”。